# Bagneux (Hauts-de-Seine)
Bagneux ist eine französische Gemeinde mit 43.647 Einwohnern (Stand 1. Januar 2022) im Département Hauts-de-Seine in der Region Île-de-France. Administrativ ist sie Sitz des gleichnamigen Kantons im Arrondissement Antony. Die Einwohner nennen sich Balnéolais bzw. Balnéolaises.

## Geografie
Bagneux ist eine Vorortgemeinde von Paris. Die Nachbargemeinden sind Montrouge im Norden, Châtillon und Fontenay-aux-Roses im Westen, Sceaux und Bourg-la-Reine im Süden sowie Arcueil und Cachan im Osten.

## Geschichte
1530 wurden Teile der Stadt durch einen Stadtbrand zerstört. Das Feuer zerstörte auch Teile der Nachbarstadt Sceaux.

## Öffentlicher Verkehr
Bagneux wird von der Linie RER B des regionalen Eisenbahnverkehrs (Réseau Express Régional) bedient. Sie verbindet die Stadt mit Bourg-la-Reine und Arcueil. Der öffentliche Verkehrsbetrieb RATP besitzt die Konzessionen für die sechs örtlichen Buslinien und die Métrolinie 13 (Paris), die im Bahnhof Châtillon-Montrouge endet.

## Sehenswürdigkeiten
Siehe auch: Liste der Monuments historiques in Bagneux (Hauts-de-Seine)
- In Bagneux befinden sich mehrere Parkanlagen, darunter der Jardin de la Maison des arts, der Garten mit dem Kunsthaus.
- Pfarrkirche Saint-Hermeland aus dem 12. Jahrhundert (Monument historique)[1]
- Pariser Friedhof von Bagneux (Cimetière parisien de Bagneux)

## Bevölkerungsentwicklung
| Jahr      | 1926  | 1936   | 1946   | 1954   | 1962   | 1968   | 1975   | 1982   | 1990   | 1999   | 2006   |
| Einwohner | 5.414 | 12.492 | 12.425 | 13.447 | 38.044 | 42.006 | 40.674 | 40.385 | 36.364 | 37.252 | 38.936 |

## Persönlichkeiten
- Georgette Anys (1909–1993), Schauspielerin
- Adrien Garel (* 1996), Radsportler

## Gemeindepartnerschaften
Partnerstädte von Bagneux sind:
- Wanadsor in Armenien, seit 1968
- Turin in Italien, seit 1980
- Grand-Bourg auf Guadeloupe, seit 1999

## Trivia
Im Roman Heureux les heureux von Yasmina Reza wird Bagneux als "absolut hinterwäldlerisch" bezeichnet.